# Liptovská Lúžna
Liptovská Lúžna (bis 1927 slowakisch „Lužna“; ungarisch Lúzsna) ist eine Gemeinde im Okres Ružomberok innerhalb des Žilinský kraj in der Slowakei mit etwa 2900 Einwohnern.

## Geographie
Die Gemeinde liegt am kleinen Bach Lúžňanka, ein rechter Nebenfluss der Revúca die wiederum ein Zufluss der Waag ist und liegt in einem engen Tal in der Niederen Tatra. In westlicher Richtung liegt der Nachbarort Liptovská Osada, wo man Anschluss nach Ružomberok (Entfernung 20 Kilometer) hat, nach Osten führt die Straße zum Prievalec-Pass (1100 m n.m.), dieser endet hinter dem Gebirgszug in Partizánska Ľupča.

## Geschichte
Der Ort ist im Vergleich mit anderen Gemeinden relativ jung und wurde 1670 auf Veranlassung von István Thököly, dem Besitzer der Burg Likava, zu dessen Herrschaftsgut das Gebiet gehörte gegründet. Der damals hauptsächlich von Goralen, die aus der Arwa an der damaligen ungarischen Nordgrenze kamen besiedelte Ort bekam 1682 eine hölzerne Kirche, die der Mariä Himmelfahrt geweiht war. Diese wurde 1848 durch die heutige Kirche der Dreifaltigkeit ersetzt. Die Bevölkerung beschäftigte sich überwiegend mit Landwirtschaft und Schafzucht. Hinzu kamen auch Bergbau und spezifisch auch Bärenjagd, die auch auf dem Wappen dargestellt ist.
Bis heute ist überwiegend die volkstümliche Architektur mit charakteristischen Blockhäusern erhalten geblieben, ebenso wie das Tragen von lokalen Tracht. Liptovská Lúžna ist ein touristischer Ausgangspunkt zu verschiedenen Zielen im Nationalpark Niedere Tatra.

## Bevölkerung
| Jahr                | 1994 | 2004    | 2014    | 2024    |
| ------------------- | ---- | ------- | ------- | ------- |
| Anzahl der Personen | 3066 | 2973    | 2851    | 2701    |
| Unterschied         |      | −3,03 % | −4,10 % | −5,26 % |

| Jahr                | 2023 | 2024    |
| ------------------- | ---- | ------- |
| Anzahl der Personen | 2728 | 2701    |
| Unterschied         |      | −0,98 % |